# Hermaea bifida
Hermaea bifida är en snäckart som först beskrevs av Montagu 1815. Enligt Catalogue of Life ingår Hermaea bifida i släktet Hermaea och familjen Stiligeridae, men enligt Dyntaxa är tillhörigheten istället släktet Hermaea och familjen Hermaeidae. Arten är reproducerande i Sverige. Inga underarter finns listade i Catalogue of Life.